# Coenraad van Klenck

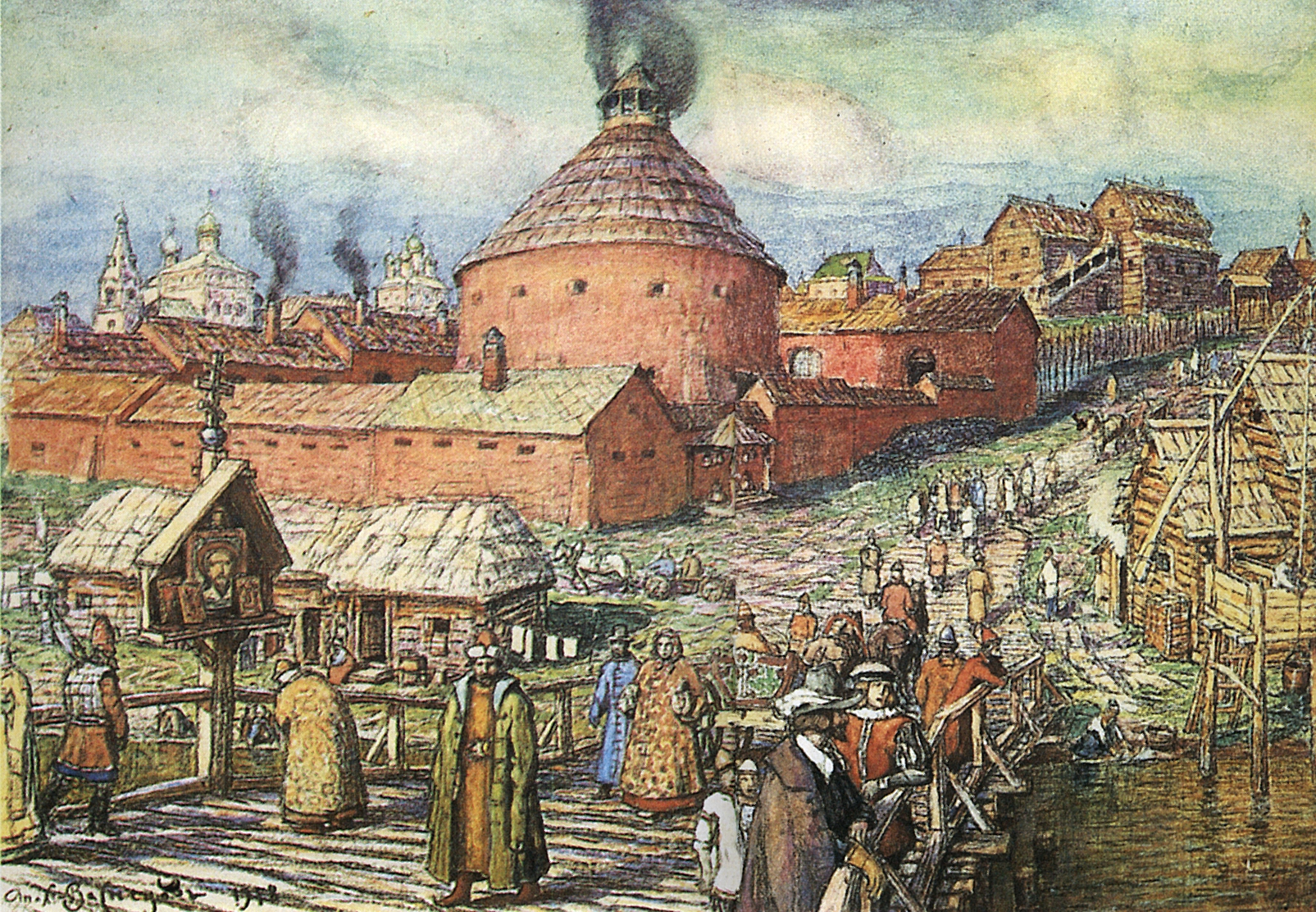
Geromantiseerde voorstelling van Moskou in de 17e eeuw door Apollinari Vasnetsov

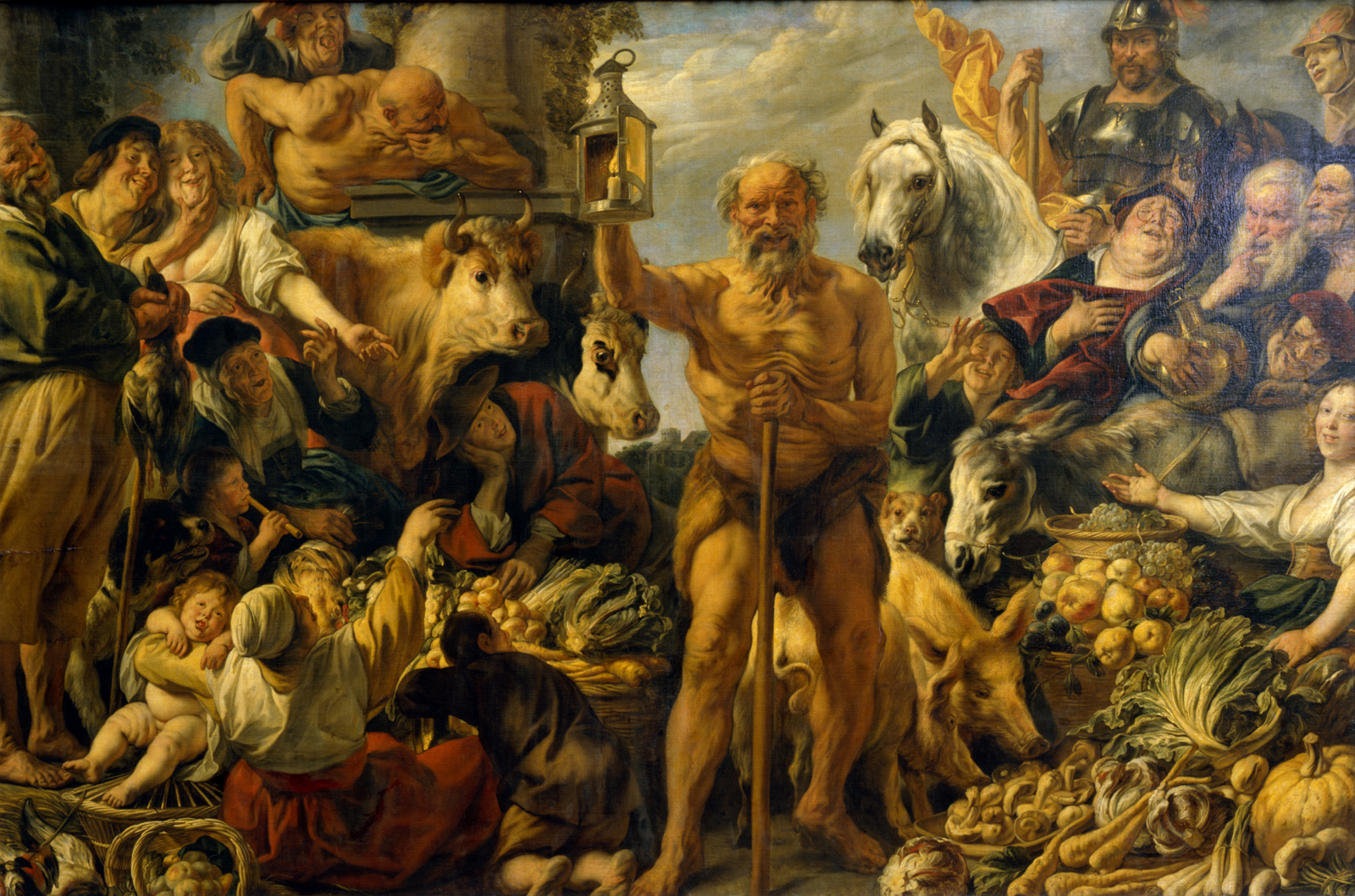
Klencke was in het bezit van dit of een ander schilderij met Diogenes door Jacob Jordaens

Coenraad van Klenck of Clinck (Amsterdam, 9 april 1628 - aldaar, 27 oktober 1691) was een handelaar in gedroogde of gezouten vis uit Moermansk, talk uit Archangelsk en rogge uit Rusland, maar hij vervoerde ook potas, het sterk riekende juchtleer, hennep, zijde en bont. Hij was heer van Lohrheim in de Taunus en het onbekende Örssen, mogelijk Ohrsen, nu Lage (Noordrijn-Westfalen).

## Biografie
Coenraad was de zoon van Georg Eberhard Klenck (1580-1647), afkomstig uit Dillenburg, of Hamelen. Georg Klenck schreef zich in 1601 in aan de kleinste hogeschool in Duitsland, die van Herborn. De indruk wordt gewekt dat hij toen afkomstig was uit Utrecht. In 1607 ging hij in dienst bij twee handelaren op Rusland, de gebroeders De Vogelaer. In de Tijd der Troebelen is hij begunstigd door Filaret van Moskou en Vasili IV van Rusland. In 1619 trouwde hij met Geertruid Fensels; het echtpaar kreeg minstens zes kinderen.
Georg Klenck werd rijk in de kaviaarhandel en had een eigen steiger voor zijn huis in Archangelsk. Hij bezat bovendien een huis in Moskou en in Vologda. In 1631 verstrekten een aantal Amsterdamse kooplieden, onder wie Klenck, 100.000 gulden aan de tsaar voor de aankoop van wapens en het aanwerven van soldaten in zijn strijd tegen het katholieke Polen. Schippers naar en van Archangelsk kregen vaak de opdracht geen post en geen passagiers mee te nemen. De concurrentie tussen Klenck, Isaac Massa en Elias Trip, etc. was blijkbaar bikkelhard. Meerdere keren zond hij enkele kuipers naar de havenstad aan de Witte Zee om te zorgen dat de gezouten zalm op vakkundige wijze werd verpakt; de dikste zalm in het midden. In december 1641 moest alle tonnen met gezouten zalm, traan en pakken zeerobbenvellen over boord worden gezet; anders was het schip gezonken. In 1642 werd hij benoemd als baljuw van Liesveld (buurtschap). In 1647 werd Georg of Juriaen Klenck begraven in de Westerkerk. De weduwe, in gezelschap van haar zoon Johannes, kocht in 1648 acht schilderijen; een schilderij van Jordaens deelde zij met een zekere Dirk van Dans.
In 1648 werd haar oudste zoon Johannes Klencke hoogleraar aan het Athenaeum Illustre.  Vanaf 1652 werkte Coenraad samen met de gebroeders De Vogelaer en Daniël Jean Bernard. Elk jaar werden een of twee schepen uitgerust.
Eenmaal terug uit Rusland, rond 1660, betrok Van Klenck Herengracht 96, voorheen eigendom van zijn vader. Hij werd regent van het Huiszittenhuis en kapitein in de schutterij. Vanaf 1664 handelde hij in compagnonschap met zijn broer Marcus van Klenck. In 1666 werd de pas opgerichte zoutcompagnie in Denemarken, opgezet door zijn zwager William Davidson en Cort Adeler geconfisqueerd. Van Klencke nam daarop het aandeel van zijn zwager over, maar is nooit schadeloos gesteld. Op 16 juni 1668 werd Coenraad eigenaar van het hele schilderij van Jordaens.
Op 15 augustus 1672 werd hij door stadhouder Willem III benoemd in de vroedschap van Amsterdam. In 1674 werd hij schepen. Van Klenck was vervolgens afgevaardigde naar de Staten-Generaal der Nederlanden en in 1675 buitengewoon gezant van de republiek naar Rusland. De Grote Keurvorst was een belangrijke speler in de Hollandse Oorlog. Hij kon zijn bondgenoten in de Republiek niet te hulp schieten omdat hij vanuit het noorden was aangevallen door Zweden, die hij in juni 1675 bij de Slag bij Fehrbellin versloeg. Hij zou meer armslag hebben als Zweden naar het oosten werd afgeleid door Rusland.
Van Klenck gold als Ruslandkenner en kreeg al in april het verzoek om naar tsaar Alexis van Rusland te reizen. Hij vertrok aan het eind van de maand juli. In zijn gevolg van 53 personen bevonden zich Jan Janszoon Struys, de schrijver Adam Bessels, de schoonzoon van Gerard Reynst en Balthasar Coyett, de zoon van Frederick Coyett, die volgens de meeste bronnen het opmerkelijke verslag schreef. Aan boord hadden zij drie koetsen en 28 paarden. De reis van Archangelsk naar Moscovië over de rivier Vologda duurde drie maanden vanwege de vorst en de voorbereidingen voor een ontvangst. Eind januari werd het gezantschap feestelijk ontvangen door de tsaar, die enige dagen later plotseling stierf en is opgevolgd door zijn kreupele zoon Fjodor III van Rusland, de halfbroer van Peter de Grote.
Van Klenck heeft volgens Van Dillen in de Nederlands-Russische betrekkingen een belangrijke, maar te weinig bekende rol gespeeld; evenwel, hij slaagde er niet in Rusland tot oorlog met Zweden te bewegen en toestemming te verkrijgen ruwe zijde uit Perzië naar Archangelsk aan te voeren. De Russen waren niet gecharmeerd van het plan, maar een aantal Armeniërs vestigde zich destijds in Amsterdam.
Van Klenck bemoeide zich in 1683 met de oprichting van de Sociëteit van Suriname. Hij presideerde het negen personen tellende gezelschap met Gillis Sautijn, Joan de Vries, Stephanus Pelgrom, Philip van Hulten, Cornelis van Aerssen, Cornelis Valckenier, Isaac van Heuvel en Paulus Godin. Van Klenck zat het gezelschap in het eerste jaar voor en is opgevolgd door Jacob Boreel. Hij bleef directeur tot zijn dood.

## Varia
- In 1656 trouwde hij met Martina Reepmaker, woonachtig op Singel 138 in het voormalige huis van Rem Bisschop. In 1668 hertrouwde hij met Judith van Son.
- Zijn portret is geschilderd door Nicolaas Maes.
- Van Klenck had een broer, Herman van Klenck van Odessen, die in juni 1661 met twee schepen naar Formosa voer om Coyett, gouverneur, af te lossen. Bij aankomst werd hij gewaar dat Fort Zeelandia (Taiwan) door Koxinga was omsingeld. Hij verkoos niet aan land te gaan en zond een ondergeschikte naar de wal met de ontslagbrief voor Coyett.[21]
- Zijn broer Ernst trouwt in 1660 met een dochter van Pieter de Carpentier.
- Hij was een zwager van William Davidson, die met zijn zuster Elisabeth was getrouwd.

## Werken
- Historisch verhael, of beschrijving van de voyagie, gedaen onder Suite van den Heere Koenraad van Klenk etc. Amsterdam, Jan Claesz. ten Hoorn, 1677.
- Voyagie onder de Suite van den Heer Koenraad van Klenck, Extra Ordinair Ambassadeur van de Staten Generaal en den Prins van Oranje, aan Zijne Zaarsche Majesteit van Moscovië, beschreven door een van Zijner Excell. Suite. Amst. 1677.[22] (Met gravures van Romeyn de Hooghe.)